# Defense of the Ancients
Defense of the Ancients (kratica DotA, v dobesednem prevodu Obramba starodavnih) je samostojen večigralski scenarij za strateško videoigro Warcraft III: Reign of Chaos in njen dodatek Warcraft III: The Frozen Throne. Ustvarjen je bil z Warcraftovim urejevalnikom scenarijev.
Scenarij postavi nasproti dve ekipi igralcev, cilj je uničiti glavno zgradbo nasprotnika (World Tree oz. Frozen Throne), ki je dobro zaščitena. V igri običajno sodeluje 10 igralcev (po 5 na ekipo), ki vsak upravljajo posebno enoto - »heroja« (na izbiro jih je preko 50) in poskušajo premagati nasprotnike. Pri tem morajo uporabljati strategijo in dobro poznati svoje like. Herojem pomagajo tudi enote, ki jih upravlja računalnik; s pobijanjem teh dobi igralec virtualni denar, s katerim nato kupuje predmete, ki povečajo moč heroja oz. mu dajo posebne sposobnosti - podobno kot pri igrah igranja vlog. Vsak heroj ima tudi 4 različne sposobnosti, ki jih še dodatno ločijo med sabo.

## Zgodovina
Prva različica DotA je nastala leta 2003, naredil pa jo je uporabnik z vzdevkom Eul po zgledu misije »Aeon of Strife« v igri StarCraft. Eul je še istega leta prenehal z delom, nadaljevali pa so ga različni izdelovalci. Leta 2004 je izdelovanje prevzel IceFrog, ki scenarij razvija še danes. Kmalu je postal izjemno priljubljen in po nekaterih ocenah ga na namenskih strežnikih igra več igralcev kot izvirnik.